# Transport Interurbain de la Guyane
La Transport Interurbain de la Guyane (acronimo: TIG) è l'azienda pubblica con sede a Caienna in Guyana francese (Francia) che si occupa del trasporto pubblico nella Guyana francese (eccetto la città di Caienna dove il trasporto pubblico è gestito dal Syndicat Mixte de Transport en Commun).
Tuttora il  TIG dipende dalla Direction des transports della Guyana francese.